# Joseph P. Free
Joseph Paul Free (* 1. Oktober 1911 in Cleveland, Ohio; † 12. Oktober 1974 in Bemidji) war ein US-amerikanischer biblischer Archäologe und Professor am Wheaton College (Illinois). Er sorgte maßgeblich für die archäologische Erforschung von Tell-Dotan, dem biblischen Dotan.

## Leben und Wirken

### Ausbildung und Familie
Joseph P. Free war der Sohn von Joseph LaVerne Free und Enna Edith Free, geborene Lamb. Er besuchte die Stony Brook Preraratory School in Long Island, New York, und studierte anschließend an der Princeton University, wo er 1932 einen A.B., 1933 einen A.M. und 1935 einen Ph.D. erwarb. Von 1940 bis 1948 absolvierte Free ein postgraduales Studium am Oriental Institute der University of Chicago.
Am 20. August 1935 heiratete Free Ruby Aldrich aus Garfield, Kansas. Aus der Ehe gingen zwei Kinder hervor: Alice Anita und David Paul Free. Ruby Free nahm regen Anteil an der Karriere ihres Mannes. So begleitete sie ihn gemeinsam mit ihren Kindern zu den Ausgrabungen in Dotan. Sie gab auch häufige Vorlesungen zu ihren archäologischen Funden und war maßgeblich am Aufbau der Dotan-Ausstellung am Wheaton College beteiligt.

### Lehrtätigkeit
Am Wheaton College war Free von 1935 bis 1940 Assistant Professor für Archäologie, bis 1943 Associate Professor und danach bis 1966 Professor und Direktor für Archäologie. 1966 beendete Free seine Professur am Wheaton College, um sich fortan zusammen mit seiner Frau archäologischen Ausgrabungen in Israel und Palästina zu widmen. Die Spannungen vor dem Sechstagekrieg 1967 ließen eine Reise in den Mittleren Osten dann jedoch nicht zu, sodass Free 1966 eine Professur für Archäologie und Geschichte am Bemidji State College annahm, die er bis zu seinem Tod 1974 innehatte.

### Archäologische Ausgrabungen
In die Zeit seiner Lehrtätigkeit am Wheaton College fallen Frees archäologische Grabungen. 1951 und 1952 gehörte er zu einem Team der American Schools of Oriental Research, welches Ausgrabungen in Dhiban in Jordanien vornahm.
Ab 1953 war er der Leiter der Ausgrabungen von Tell-Dotan, das er 1952 als Professor für Archäologie am Wheaton College gekauft hatte. Er leitete dort zehn Ausgrabungskampagnen in den Jahren 1953 bis 1960 sowie 1962 und 1964 und dokumentierte die Funde über die Jahre in sieben Veröffentlichungen im Bulletin of the American Schools of Oriental Research. Viele seiner Funde in Dotan sind im Archäologie-Museum des Wheaton-Colleges ausgestellt und werden heute vom Wheaton College Archaeology Laboratory kuratiert.
In den späten 1960er-Jahren leitete er die Ausgrabungen eines prähistorischen Mounds in Bemidji, Minnesota.

### Autorentätigkeit und weiteres Engagement
Der Name Joseph P. Free ist für Generationen von Pastoren in den USA mit seinem Buch Archeology and Bible History verbunden, das 1950 erstmals erschienen ist. Außer seinen ausführlichen Grabungsberichten zu Tell-Dotan im Bulletin of the American Schools of Oriental Research in den Jahren 1953 bis 1974 schrieb Free Dutzende von Artikeln über Archäologie in diversen christlichen Zeitschriften. Von 1942 bis 1964 war er der Redakteur für Archäologie der Sunday School Times.
Nach ihrem Umzug nach Minnesota engagierten sich Joseph und Ruby Free in der National Society of Arts and Letters, einer Organisation, die sich um die Förderung junger Künstler bemüht.

## Veröffentlichungen
- Archeology & Bible History. Wheaton College, 1950 (Neuauflage durch Howard Vos, Zondervan, Grand Rapids, MI 1992, 978-0310479611)
- The First Season of Excavation at Dothan. In: Bulletin of the American Schools of Oriental Research. 131 (Oct 1953), S. 16–20.
- The Second Season at Dothan. In: Bulletin of the American Schools of Oriental Research. 135 (Oct 1954), S. 14–20.
- The Third Season at Dothan. In: Bulletin of the American Schools of Oriental Research. 139 (Oct 1955), S. 3–9.
- Excavation of Dothan. In: Biblical Archaeologist. 19, no. 2 (May 1956), S. 43–48.
- The Fourth Season at Dothan. In: Bulletin of the American Schools of Oriental Research. 143 (Oct 1956), S. 11–17.
- Radiocarbon Date of Iron Age Level at Dothan. In: Bulletin of the American Schools of Oriental Research. 147 (Oct 1957), S. 36–37.
- The Fifth Season at Dothan. In: Bulletin of the American Schools of Oriental Research. 152 (Dec 1958), S. 10–18.
- The Sixth Season at Dothan. In: Bulletin of the American Schools of Oriental Research. 156 (Dec 1959), S. 22–29.
- The Seventh Season at Dothan. In: Bulletin of the American Schools of Oriental Research. 160 (Dec 1960), S. 6–15.